# 더 힐즈
더 힐즈(The Hills)는 MTV의 TV 시리즈로, 전작인 《라구나 비치: 더 리얼 오렌지 카운티》의 스핀오프작이다. 캘리포니아주 로스앤젤레스에 사는 몇 명의 젊은이의 사생활에 밀착한 내용이다. 프로그램의 장르는 종종 논의되지만, 프로그램 측은 "리얼리티"를 자칭한다.

## 출연자
- 로런 콘래드
- 하이디 몬태그
- 오드리나 패트리지
- 휘트니 포트
- 크리스틴 캐밸러리
- 로 보즈워스
- 스테퍼니 프랫